# Pulau Berambang
Pulau Berambang ist eine Flussinsel im Brunei und seinem Seitenarm Sungai Limbang an der Brunei Bay im südostasiatischen Sultanat Brunei. Der Sungai Limbang bildet hier in weiten Teilen die Grenze zu Malaysia.
Berambang misst etwa 9500 × 3000 Meter und ist 1900 Hektar groß. Es bildet damit die flächenmäßig größte Insel Bruneis. Auf ihr befinden sich an der Nordwestseite die Wasserdörfer Kampong Sungai Bunga, Kampong Pudak und Bolkiah B. An der Hauptstraße Jalan Berambang liegt die Streusiedlung Kampong Menunggol, die über eine Moschee und eine Grundschule verfügt. In Kampong Pudak befindet sich eine weitere Moschee, in Kampong Sungai Bunga eine weitere Grundschule. Von hier aus verkehren auch Wassertaxis zum Festland. An der Südostseite mit Blick nach Malaysia befindet sich das kleine Kampong (Kampung) Menunggul.
Zu großen Teil ist die Insel von immergrünem Buschwald bedeckt. An den Küsten finden sich Mangrovenwälder.
Ein Anschluss der Insel an die im Jahr 2020 eröffnete Temburong-Brücke war vor Brückenbau geplant.